# Talant
Talant – miejscowość i gmina we Francji, w regionie Burgundia-Franche-Comté, w departamencie Côte-d’Or.
Według danych na rok 1990 gminę zamieszkiwało 12 860 osób, a gęstość zaludnienia wynosiła 2624 osoby/km² (wśród 2044 gmin Burgundii Talant plasuje się na 12. miejscu pod względem liczby ludności, natomiast pod względem powierzchni na miejscu 1242.).
Miejscowość położona jest nad jeziorem Kira.